# Resolutie 469 Veiligheidsraad Verenigde Naties
Resolutie 469 van de Veiligheidsraad van de Verenigde Naties werd op 20 mei 1980 door veertien leden van de VN-Veiligheidsraad aangenomen. Enkel de Verenigde Staten onthielden zich bij de stemming. De resolutie riep Israël wederom op een aantal Palestijnse functionarissen die het had uitgewezen uit de in 1967 bezette Westelijke Jordaanoever te laten terugkeren.

## Achtergrond
In 1967 vocht Israël de Zesdaagse Oorlog uit tegen Egypte, Syrië en Jordanië. Tijdens die oorlog bezette Israël grondgebied van de drie tegenstanders: de Golanhoogten in Syrië, de Westelijke Jordaanoever die in 1948 door Jordanië was geannexeerd en in 1947 door de VN werd beschouwd als grondgebied van een te vormen Arabische staat, Oost-Jeruzalem met onder meer de Oude Stad die eveneens door Jordanië was geannexeerd en door de VN bestempeld als internationaal gebied) en ten slotte de Gazastrook en het schiereiland Sinaï van Egypte. Vervolgens verschenen de Israëlische nederzettingen in de bezette gebieden, waaraan de Palestijnen steeds meer grondgebied verloren. Sindsdien werd alleen de Sinaï − na vredesoverleg met Egypte − in 1982 teruggegeven. De Joodse nederzettingen aldaar werden ontruimd.
In mei 1980 zette Israël de burgemeesters van Hebron en Halhul op de Westelijke Jordaanoever het land uit. Israël beschuldigde hen van aanzetten tot haat jegens Joodse kolonisten in het gebied na een terreuraanslag op Joodse studenten in Hebron op 2 mei.

## Inhoud
De Veiligheidsraad:
- Heeft het rapport van secretaris-generaal Kurt Waldheim onder resolutie 468 overwogen.
- Herinnert aan de Geneefse Conventie betreffende de Bescherming van Burgers tijdens Oorlogstijd; in het bijzonder artikel °1 waarin staat: de partijen respecteren en verzekeren respect voor de huidige conventie in alle omstandigheden en artikel °49 waarin staat: gedwongen individuele of massale verplaatsingen en deportaties van beschermde personen uit bezet gebied naar het grondgebied van de bezetter of een ander land is verboden, ongeacht het motief.

1. Betreurt dat Israël resolutie 468 niet heeft uitgevoerd.
2. Roept Israël op de illegale maatregelen, de uitwijzing van de burgemeesters van Hebron en Halhul en de sharia-rechter van Hebron, te herroepen en hen onmiddellijk te laten terugkeren, zodat ze hun functie weer kunnen opnemen.
3. Heeft ontzag voor de inspanningen van de secretaris-generaal en vraagt hem deze voort te zetten om de uitvoering van deze resolutie te verzekeren en zo snel mogelijk te rapporteren.

## Verwante resoluties
- Resolutie 468 Veiligheidsraad Verenigde Naties
- Resolutie 484 Veiligheidsraad Verenigde Naties

Lijst ·  462 ·  463 ·  464 ·  465 ·  466 ·  467 ·  468 ·  469 ·  470 ·  471 ·  472 ·  473 ·  474 ·  475 ·  476 ·  477 ·  478 ·  479 ·  480 ·  481 ·  482 ·  483 ·  484